# 스타인메츠 다면체

스타인메츠 다면체 (두 원기둥의 교차된 부분)

기하학에서 스타인메츠 다면체는 반지름이 같고 서로 수직인 원기둥 두세 개가 교차되어 만들어진 다면체이다. 이것은 스타인메츠가 연구하기 오래 전부터 알려져 있었지만 그 부피를 계산한 찰스 프로테우스 스타인메츠의 이름을 따와서 이름을 정했다.
원기둥 두 개가 교차되었을 때, 겹치는 부분은 바이실린더 또는 무헤팡가이(정사각형 우산 두개라는 의미의 중국어이다. 중국어로 쓰면 牟合方蓋이다)라고 부른다. 위상적으로는 사각 호소헤드론으로 볼 수 있다. 원기둥 세 개가 교차되면, 겹치는 부분을 트라이실린더라고 부른다.

## 바이실린더

### 부피
바이실린더는 위상적으로 사각 호소헤드론과 동일하다. 아르키메데스와 조충지는 두 원기둥의 반지름이 r인 바이실린더의 부피를 계산했다:
{\displaystyle {\frac {16}{3}}r^{3}}

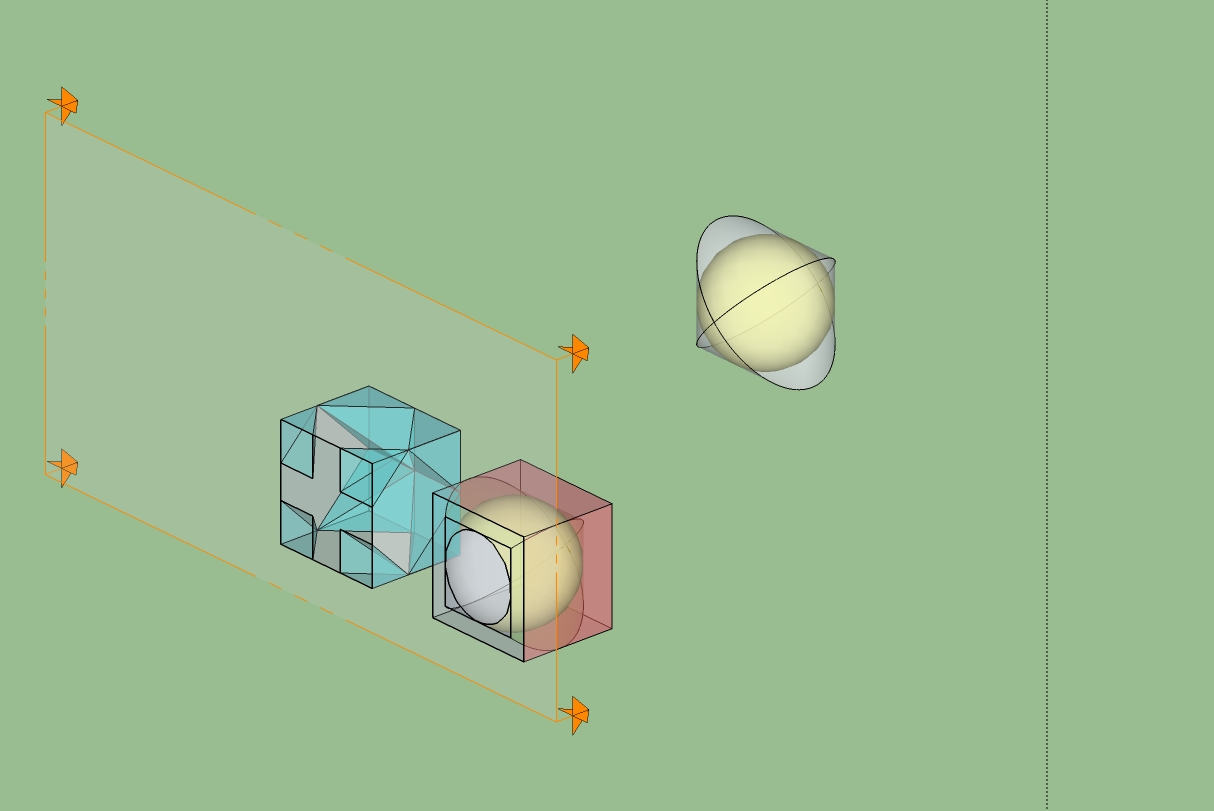
구를 포함하는 바이실린더의 부피를 계산하는 조충지의 방법(카발리에리의 원리와 유사하다)

 원기둥 두 개가 교차할 때, 전체 부피는 원기둥 두 개의 부피에 겹치는 부분의 부피 (또는 여기서는 이등분)를 빼서 계산할 수 있다.
바이실린더(흰색)의 부피를 유도하는 것은 정육면체(빨간색)에 채워서 이뤄진다. 바이실린더와 교차하는 (원기둥의 축과 평행한) 평면은 정사각형을 만들고 큰 정육면체와 교차한 것은 큰 정사각형을 만든다. 두 사각형의 면적 차이는 작은 정사각형(파란색) 4개의 면적과 같다. 평면이 이 물체를 통과할 때, 이 파란 사각형은 정육면체의 구석의 이등변
삼각형 옆면으로 가지는 사각뿔로 나타낼 수 있다; 이 사각뿔의 꼭대기는 네 정육면체 모서리의 중점에 위치한다. 바이실린더 전체를 통과해 움직이는 면은 총 8개의 각뿔을 만든다.

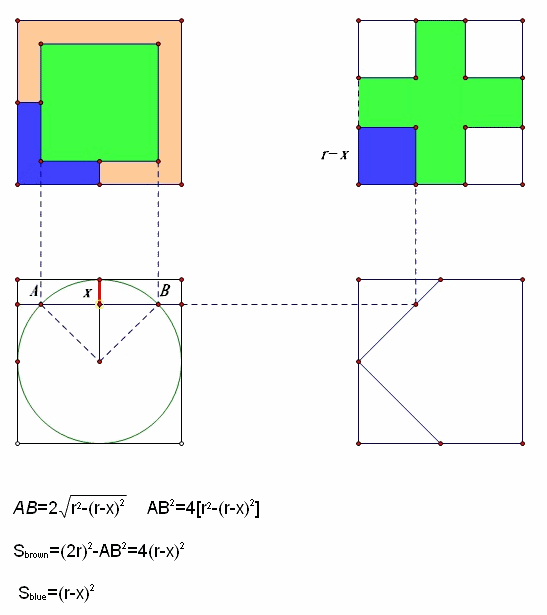
바이실린더 부분과 정육면체 부분의 면적의 관계

정육면체(빨간색)의 부피 빼기 각뿔(파란색) 8개의 부피는 바이실린더(흰색)의 부피이다. 각뿔 8개의 부피는 {\displaystyle \textstyle 8\times {\frac {1}{3}}r^{2}\times r={\frac {8}{3}}r^{3}}이므로 바이실린더의 부피를 계산하면 {\displaystyle \textstyle (2r)^{3}-{\frac {8}{3}}r^{3}={\frac {16}{3}}r^{3}}이다.

### 표면적
표면적은 16r2이다. 표면적과 부피의 비 {\displaystyle {\tfrac {r}{3}}}은 일반적으로 구에 외접하는 형태족에 적용된다. 이것에는 구 자신과, 원기둥, 정육면체, 그리고 스타인메츠 다면체 두 종류를 포함한다(Apostol and Mnatsakanian 2006).
바이실린더의 표면은 타원의 인 곡선 네 개로 나뉜 원기둥형 패치 네 개로 이루어져있다. 네 개의 패치와 네 개의 구분하는 곡선은 서로 반대쪽에 있는 꼭짓점 두 개에서 만난다.

### 파생된 다면체
이등분된 바이실린더는 볼트, 그리고 이 모양의 건축물을 클로이스터 볼트라고 부른다.

## 트라이실린더
트라이실린더는 조합적으로 마름모십이면체와 동등한 타원 호로 연결된 꼭짓점 14개를 가진다. 이것의 부피는 다음과 같다:
{\displaystyle (16-8{\sqrt {2}})r^{3}\,}
그리고 표면적은 다음과 같다:
{\displaystyle 3(16-8{\sqrt {2}})r^{2}.\,}

## 더 많은 원기둥
네 개의 원기둥으로는, 정사면체의 꼭짓점과 그 반대편 위치의 점을 잇는 축을 따라 있는 다면체의 부피는 다음과 같다:
{\displaystyle 12(2{\sqrt {2}}-{\sqrt {6}})r^{3}\,}
여섯 개의 원기둥으로는, 축이 정육면체의 면의 대각선과 평행한 다면체의 부피는 다음과 같다:
{\displaystyle {\frac {16}{3}}(3+2{\sqrt {3}}-4{\sqrt {2}})r^{3}\,}

## 서지학
- Apostol, Tom M.; Mnatsakanian, Mamikon A. (2006). “Solids circumscribing spheres” (PDF). 《American Mathematical Monthly》 113 (6): 521–540. doi:10.2307/27641977. JSTOR 27641977. MR 2231137. 2012년 2월 7일에 원본 문서 (PDF)에서 보존된 문서. 2017년 11월 14일에 확인함.
- Jan Hogendijk (2002). “The surface area of the bicylinder and Archimedes' Method”. 《Historia Math.》 29 (2): 199–203. doi:10.1006/hmat.2002.2349. MR 1896975.
- Moore, M. (1974). “Symmetrical intersections of right circular cylinders”. 《The Mathematical Gazette》 58 (405): 181–185. doi:10.2307/3615957. JSTOR 3615957.